# Rektalkieme
Rektalkiemen oder auch Darmkiemen sind spezielle Atmungsorgane der Larven der Großlibellen (Anisoptera) und der Urlibellen (Anisozygoptera). Diese beiden Gruppen werden als Epiprocta zu einem Taxon zusammengefasst.
Im Außengewebe des Enddarms dieser befindet sich eine Analpyramide. In dieser Analpyramide, durch die periodisch Wasser gepumpt wird, befinden sich die Rektalkiemen, die zur Aufnahme von Sauerstoff aus dem Wasser dienen (Darmatmung). Die Analpyramide ist gekennzeichnet durch zahlreiche Längsfalten, die mit offenen Tracheenenden versehen sind. Das verbrauchte Atemwasser wird hinten wieder ausgestoßen und dient den meisten Larven der Großlibellen gleichzeitig zur Fortbewegung im Wasser.